# La familia Stupid
The Stupids (en América Latina y España: La familia Stupid) es una película de comedia y aventuras de 1996 dirigida por John Landis y protagonizada por Tom Arnold, Jessica Lundy, Alex McKenna y Bug Hall. Está basada en The Stupids, personajes de una serie de libros escritos por Harry Allard e ilustrados por James Marshall.

## Trama
La película sigue a una familia, los Stupid, con un apellido sinónimo de su comportamiento, y compuesta por un matrimonio con dos hijos. La historia comienza con el patriarca Stanley Stupid creyendo que el "remitente" de las cartas marcadas "devolver al remitente" es un hombre malvado que está planeando una conspiración. Sumando varios malentendidos, sin saberlo, salvan al mundo del caos militar, mientras creen una historia falsa sobre un hombre ficticio llamado Sender y su plan para confiscar el correo y la basura de todos.

## Elenco
- Tom Arnold como Stanley Stupid
- Jessica Lundy como Joan Stupid
- Alex McKenna como Petunia Stupid
- Bug Hall como Buster Stupid
- Mark Metcalf como el Coronel Neidermeyer
- Bob Keeshan como Charles Remitente
- Christopher Lee como el malvado Señor Remitente
- Matt Keeslar como el Teniente Neal
- Frankie Faison como Lloyd
- David Ferry como presentador de un programa nocturno
- Max Landis como artista de grafitis
- George Chiang como camarero chino n.º 1

## Producción
La película se rodó en Toronto, Ontario (tomas del centro) y Uxbridge, Ontario (casa ubicada en 55 Quaker Village Drive, Uxbridge, Ontario).

## Recepción
La película recaudó 2.491.989 dólares en Estados Unidos y Canadá y 0,9 millones de dólares en el Reino Unido, con un presupuesto estimado de 25 millones de dólares, y se convirtió en la película de Landis con peor rendimiento.
La película se estrenó con críticas negativas por parte de los críticos. El sitio web de agregación de reseñas Rotten Tomatoes le dio una puntuación del 20%. El público encuestado por CinemaScore le dio una calificación de "C+" en una escala de A+ a F.
John Landis dijo que estaba orgulloso de la película: "Me alegra decir que es un gran éxito en televisión y un gran éxito en vídeo porque la gente la compra para sus hijos. Está pensada para niños. Pero me gusta mucho esta película. Y tenía una gran banda sonora realizada por Christopher Stone".

## Reconocimientos
En los premios Golden Raspberry de 1996 y los Stinkers Bad Movie Awards de 1996, Arnold ganó el premio al peor actor por sus actuaciones en Big Bully, Carpool y esta película. Para los Razzie, también fue nominada a los premios a Peor Película, Peor Director (John Landis) y Peor Guion (Brent Forrester). Para los Stinkers, también fue nominada a Peor Película y Comedia Más Dolorosamente Sin Gracia; también fue seleccionada para el Premio de Fundadores: ¿En qué estaban pensando y por qué?, junto a The Phantom.